# Huyền Nhung
Huyền Nhung (1950) là một soạn giả cải lương.

## Tiểu sử
Soạn giả Huyền Nhung tên thật là Nguyễn Thị Ngọc Tiến sinh năm 1950, quê quán ở Mỹ Thạnh Tây, Đức Huệ, Long An trên bờ sông Vàm Cỏ Đông.
Năm 1960, Huyền Nhung theo mẹ tập kết ở căn cứ Quân giải phóng ở Ba Thu (Campuchia).
Năm 1962, Huyền Nhung được kết nạp vào Đoàn Măng non, tiền thân của Đoàn văn công Long An. Huyền Nhung đã học văn hoá, đàn, múa, hát ở đây.
Năm 1970, Đoàn văn công bị trúng bom B52, Huyền Nhung may mắn thoát chết. Sau đó, Đoàn văn công chuyển vào Trung ương cục miền Nam.
Năm 1974, Huyền Nhung ra Bắc học trường Lý luận nghiệp vụ văn hoá.
Sau Sự kiện 30 tháng 4 năm 1975, Huyền Nhung trở về Nam và sống tại Thành phố Hồ Chí Minh.

## Tác phẩm
Bài tân cổ làm nên tên tuổi của Huyền Nhung là bài Dòng sông quê em (Thơ: Hoài Vũ, Tân nhạc: Trương Quang Lục).
Danh sách tác phẩm:
- Dòng sông quê em
- Trên quê hương Long An
- Thiêng liêng tình Bác

## Gia đình
Chồng của soạn giả Huyền Nhung là Nghệ sĩ ưu tú, soạn giả Thanh Vũ.

## Liên kết
1. ↑  "TRANG ĐBSCL Soạn giả Huyền Nhung và số phận một bài ca". http://laodong.com.vn. LDO. Truy cập ngày 22 tháng 7 năm 2016. {{Chú thích web}}: Liên kết ngoài trong |website= (trợ giúp); line feed character trong |title= tại ký tự số 12 (trợ giúp)